# Frank Dietrich (Ruderer)
Frank Dietrich (* 20. September 1965 in Freiberg) ist ein ehemaliger deutscher Ruderer, der zweimal Weltmeister mit dem Achter war.

## Sportliche Karriere
Frank Dietrich von der Würzburger RG Bayern bildete zusammen mit Michael Twittmann einen Zweier ohne Steuermann, der 1983, 1984 und 1986 den dritten Platz bei den Deutschen Meisterschaften belegte. Nach der Vizemeisterschaft 1987 gewannen die beiden 1988 den deutschen Meistertitel. Auf internationaler Ebene erreichten die beiden 1984 den zweiten Platz und 1987 den dritten Platz bei den U23-Weltmeisterschaften. Bei den Olympischen Sommerspielen 1988 in Seoul belegten Dietrich und Twittmann den siebten Platz.
1989 gewann der 1,91 m große Frank Dietrich im Vierer ohne Steuermann bei den Deutschen Meisterschaften zusammen mit Mark Mauerwerk, Jörg Puttlitz und Norbert Keßlau. Alle vier Ruderer gehörten auch zum Siegerboot bei den Deutschen Meisterschaften im Achter. Bei den Weltmeisterschaften 1989 in Bled gewann der Deutschland-Achter in der Aufstellung, die schon bei den Deutschen Meisterschaften gewonnen hatte, den Titel vor dem Achter aus der DDR. 1990 gewann Frank Dietrich einen weiteren Deutschen Meistertitel im Achter, bei den Weltmeisterschaften in Tasmanien siegte der Deutschland-Achter vor den Booten aus Kanada und aus der DDR.